# Storfenspitze
Die Storfenspitze, auch Wildeklammspitze, ist ein 2895 m ü. A. hoher Berggipfel der Villgratner Berge an der Grenze zwischen den Gemeinden St. Veit in Defereggen im Nordosten und Innervillgraten im Süden (Osttirol, Österreich).

## Lage
Die Storfenspitze liegt im Nordwesten der Villgratner Berge. Der Gipfel befindet sich am zentralen Hauptkamm zwischen der Weißen Spitze (2962 m ü. A.) im Nordwesten und dem Großen Degenhorn (2946 m ü. A.) im Osten. Zwischen der Storfenspitze und der Weißen Spitze befindet sich ein unbenannter Höhenpunkt (2878 m ü. A.), vom Degenhorn wird die Storfenspitze durch eine unbenannte Scharte (2691 m ü. A.) getrennt. Nördlich der Storfenspitze befindet sich der Talschluss des Bruggeralmbachtals, südlich jener des Arntalbachs.

## Anstiegsmöglichkeiten
Die Storfenspitze ist ein wenig besuchter Gipfel, der zumeist nur im Zuge einer Überschreitung oder als Schiziel begangen wird. Der leichteste Anstieg auf die Storfenspitze erfolgt von Norden aus dem Tal des Brugger Almbachs über die Brugger Alm in den Talschluss. Westlich des Höhenpunkts P.2208 führt ein nach Süden ziehendes Kar, das in der Folge nach Südosten abbiegt. Der Aufstieg erfolgt steil über dieses Schuttkar zum Gipfel. Weitere Aufstiegsmöglichkeiten bietet die Scharte zwischen Storfenspitze und Degenhorn, die vom Tal des Brugger Almbachs oder des Arntalbachs leicht erreichbar ist. Der Aufstieg am Grat erfordert jedoch leichte Kletterkenntnisse (I). Während der Westgrat zur Weißen Spitze fast Gehgelände ist, ist der Aufstieg über den Nordnordwestgrat brüchig und daher sehr gefährlich (I-III).